# 춘천교육대학교
춘천교육대학교(春川敎育大學校, Chuncheon National University of Education)는 대한민국 강원특별자치도 춘천시에 위치한 대한민국의 국립 교육대학이다.
1939년 설립된 춘천사범학교로 개교하여, 1962년 2년제 교육대학으로, 1983년에는 4년제 교육대학으로 개편되었으며, 1993년에 현재의 교명으로 변경하였다. 국문 약칭으로 춘천교육대(春川敎育大) 혹은 춘천교대(春川敎大) 등을 사용하며, 영문 약칭으로 CNUE 등을 사용하고 있다. 2019년 기준으로 총 12개 학과가 학부에 편제되어 있다. 특수대학원으로 교육대학원을 설립하여 석사 과정을 운영하고 있다.

## 연혁
1939년 3월 31일, 춘천시 일대에 사범학교를 설립하기로 결정하고, 춘천사범학교가 현재의 봉의초등학교 부지에 설립되었다. 이듬해 4월 1일 개교하고, 5월 1일, 부속국민학교가 개교하였다. 1962년 3월 1일, 춘천교육대학으로 개편되었으며, 1983년 3월 1일, 종전의 2년제 교육 과정 기관에서 4년제 교육 과정 기관으로 그 학제가 변경되었다. 1993년 3월 1일, 현재의 교명인 춘천교육대학교로 교명을 변경하였다.

## 역대 학장과 총장

### 학장
- 제1대 학장 김영돈
- 제2대 학장 최태호
- 제3대 학장 최태호
- 제4대 학장 민병조
- 제5대 학장 홍종욱
- 제6대 학장 이상운
- 제7대 학장 이상운
- 제8대 학장 김병두
- 제9대 학장 전성탁

### 총장
- 제1대 총장 서병하
- 제2대 총장 박민수
- 제3대 총장 이재봉
- 제4대 총장 심우엽
- 제5대 총장 김선배
- 제6대 총장 이면우
- 제7대 총장 이환기
- 제8대 총장 이주한

## 교육편제

### 학부
춘천교육대학교는 단과대학의 일종인 교육대학으로, 학부 설치 없이 초등교육학과 단일 편제이다. 다만, 심화전공 과정으로 12개 학과를 선택 전공 과정으로 운영하고 있다.

### 대학원
춘천교육대학교는 특수대학원으로 교육대학원을 설립하고 23개 세부 전공에 대한 석사 학위 과정을 운영하고 있다.

## 같이 보기
- 대한민국의 국립 대학 목록
- 대한민국의 대학 목록
- 대한민국의 교육